# Cordicollis

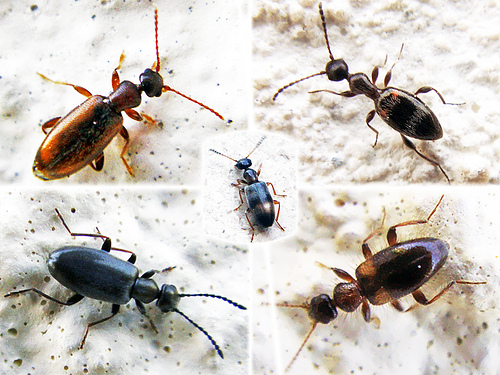
Cordicollis instabilis

Cordicollis – rodzaj chrząszczy z rodziny nakwiatkowatych i podrodziny Anthicinae.

## Morfologia
Chrząszcze o wyraźnie owłosionym ciele, u gatunków środkowoeuropejskich długości od 2,8 do 4 mm. Głowę mają gęsto i grubo punktowaną, z tyłu zaokrągloną i zwykle zachodzącą na brzeg przedni przedplecza, wyposażoną w duże i wyłupiaste oczy złożone. Cienkie czułki są dłuższe niż głowa i przedplecze razem wzięte. Przedplecze jest wypukłe, grubo i gęsto punktowane, wyraźnie zwężone ku tyłowi, w części przedniej pozbawione guzków, a w części nasadowej z przewężeniem o formie łagodnego, łukowatego wcięcia.  Ubarwienie głowy i przedplecza jest brunatne do czarnego, wyraźnie ciemniejsze od koloru tła podługowato-owalnych pokryw. Na wierzchołkach pokryw samców nie występują ząbki. Na odnóżach brak jest długich, sterczących szczecinek, a przedostanie człony ich stóp są sercowatego kształtu. Tylna para odnóży u samców ma na goleniach ząbki lub rozszerzenia. Dymorfizm płciowy może się również zaznaczać w budowie końcowych członów czułków.

## Występowanie i ekologia
Przedstawiciele rodzaju występują w krainach: palearktycznej, orientalnej i etiopskiej. W Europie stwierdzono ich 11 gatunków, z czego w Polsce tylko C. gracilis, aczkolwiek możliwe jest również znalezienie w niej C. instabilis.
Gatunki środkowoeuropejskie zasiedlają środowiska nadwodne.

## Taksonomia
Takson ten został wprowadzony w 1879 roku przez Sylvaina A. de Marseula, początkowo jako podrodzaj z rodzaju Anthicus. W 1894 roku Maurice Pic wprowadził dla niego nową nazwę Cordicomus, jednak krok ten był niezgodny z zasadami ICZN.
Rodzaj ten obejmuje około 30 opisanych gatunków, w tym:
- Cordicollis austriacus (Pic, 1901)
- Cordicollis baicalicus (Mulsant & Rey, 1866)
- Cordicollis caucasicus (Pic, 1893)
- Cordicollis gracilior (Abeille de Perrin, 1885)
- Cordicollis gracilis (Panzer, 1797)
- Cordicollis instabilis (W. L. E. Schmidt, 1842)
- Cordicollis litoralis (Wollaston, 1854)
- Cordicollis martinezi (Pic, 1932)
- Cordicollis notoxoides (Wollaston, 1864)
- Cordicollis opaculus (Wollaston, 1864)
- Cordicollis posticus (Motschulsky, 1849)
- Cordicollis postluteofasciatus (Pic, 1938)
- Cordicollis rufescens (J. Müller, 1908)
- Cordicollis turcus (De Marseul, 1879)